# Falfurrias
Falfurrias är en stad i den amerikanska delstaten Texas med en yta av 7,1 km² och en folkmängd som uppgår till 5 297 invånare (2000). Falfurrias är administrativ huvudort i Brooks County.